# Jedovatec kořenující
Jedovatec kořenující (Toxicodendron radicans; ve své domovině, USA a Kanadě, známý jako poison ivy) je popínavá dřevina z čeledi ledvinovníkovité. Vyskytuje se v Severní Americe od Kanady po Mexiko a ve východní Asii od ruského Dálného východu po Taiwan. Obsahuje těkavou silici, urushiol, která už v malém množství na pokožce většiny lidí způsobuje svědění a tvorbu puchýřů, které jsou těžko hojitelné.

## Synonyma
- Rhus radicans (škumpa kořenující)

## Rozšíření
Jedovatec kořenující se přirozeně vyskytuje v Severní Americe: v Kanadě a USA; v Mexiku, na Bahamách, Bermudách a v Guatemale, v Číně, na Tchaj-wanu, Kurilských ostrovech a na Sachalinu. V roce 2009 byl poprvé zaznamenán jeho výskyt v Bavorsku (Dachau) a v roce 2016 poprvé v Rakousku (Štýrský Hradec). V Čechách byl jeho výskyt zaznamenán v parcích zámků Krásný Dvůr, Oldřišov a Chotěbuz, v roce 2024 byl doložen na pražském Petříně.

## Fotogalerie

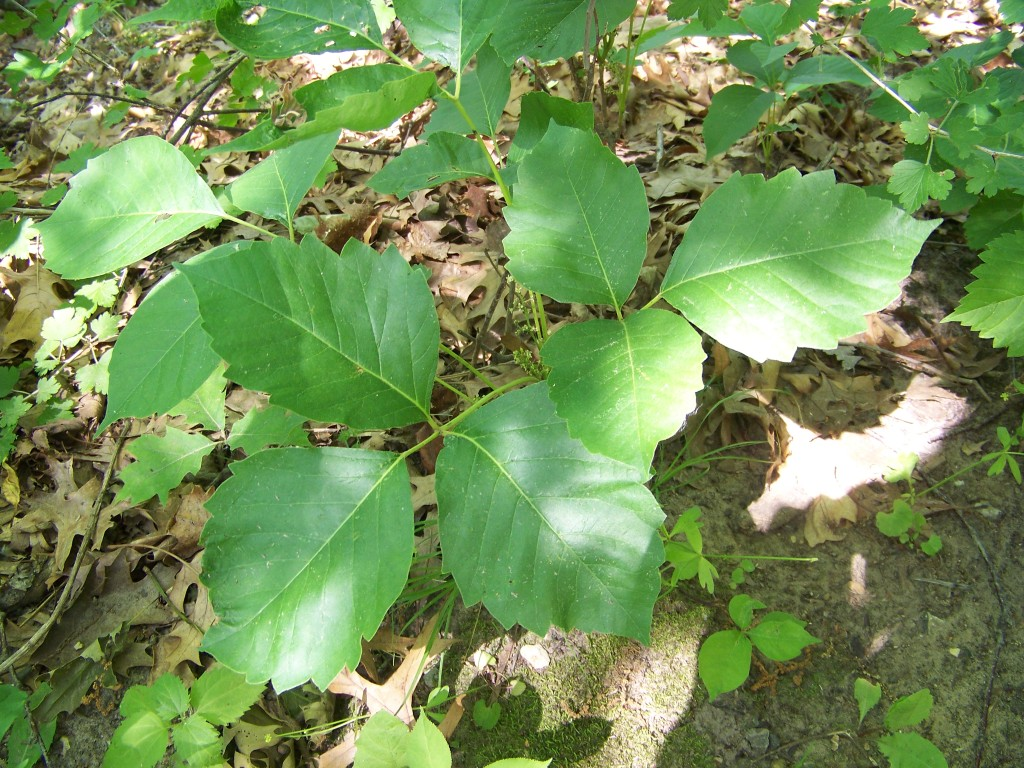
Jedovatec kořenující (Toxicodendron radicans)
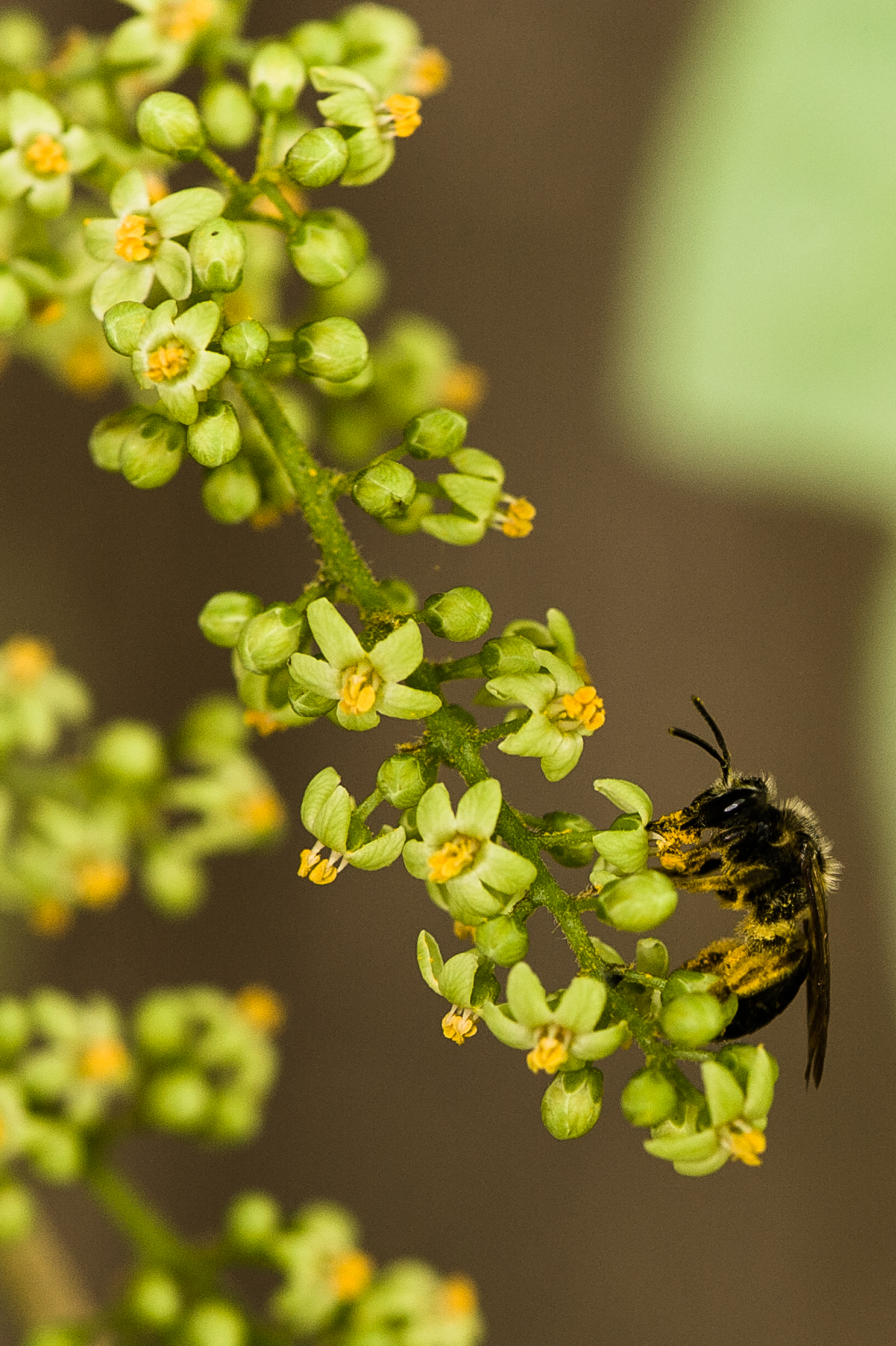
Jedovatec kořenující v květu
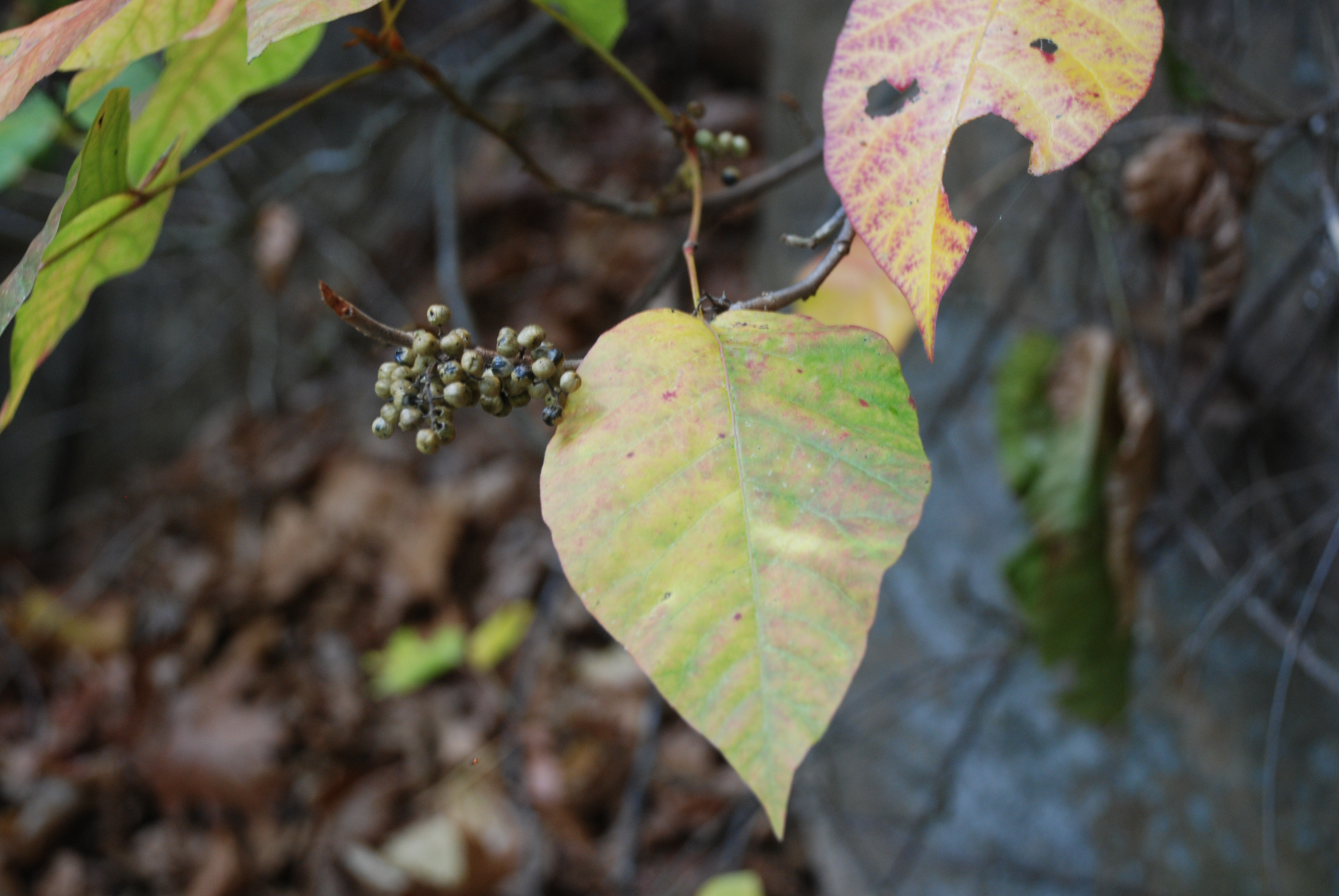
Jedovatec kořenující na podzim
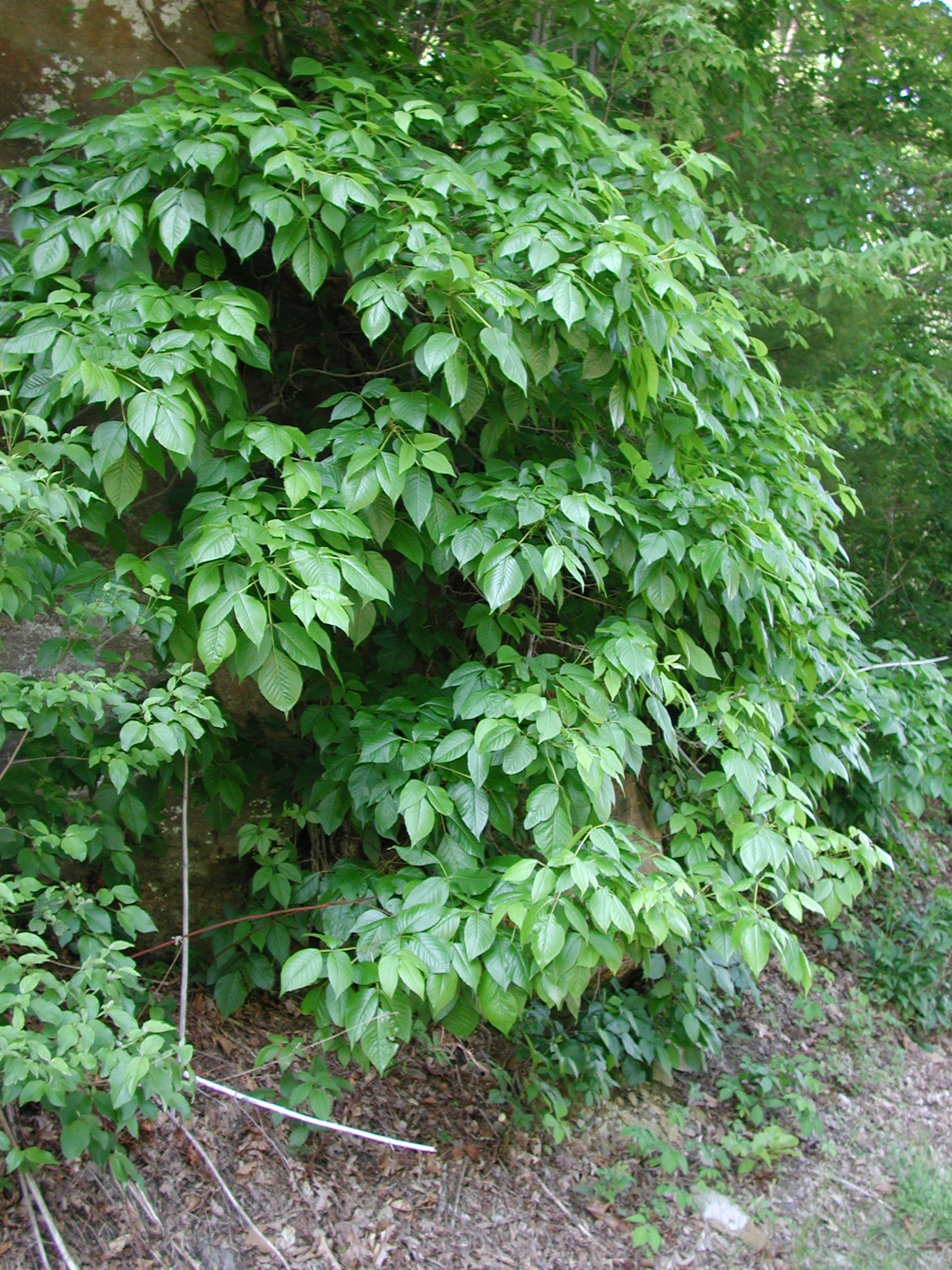
Jedovatec kořenující na okraji silnice
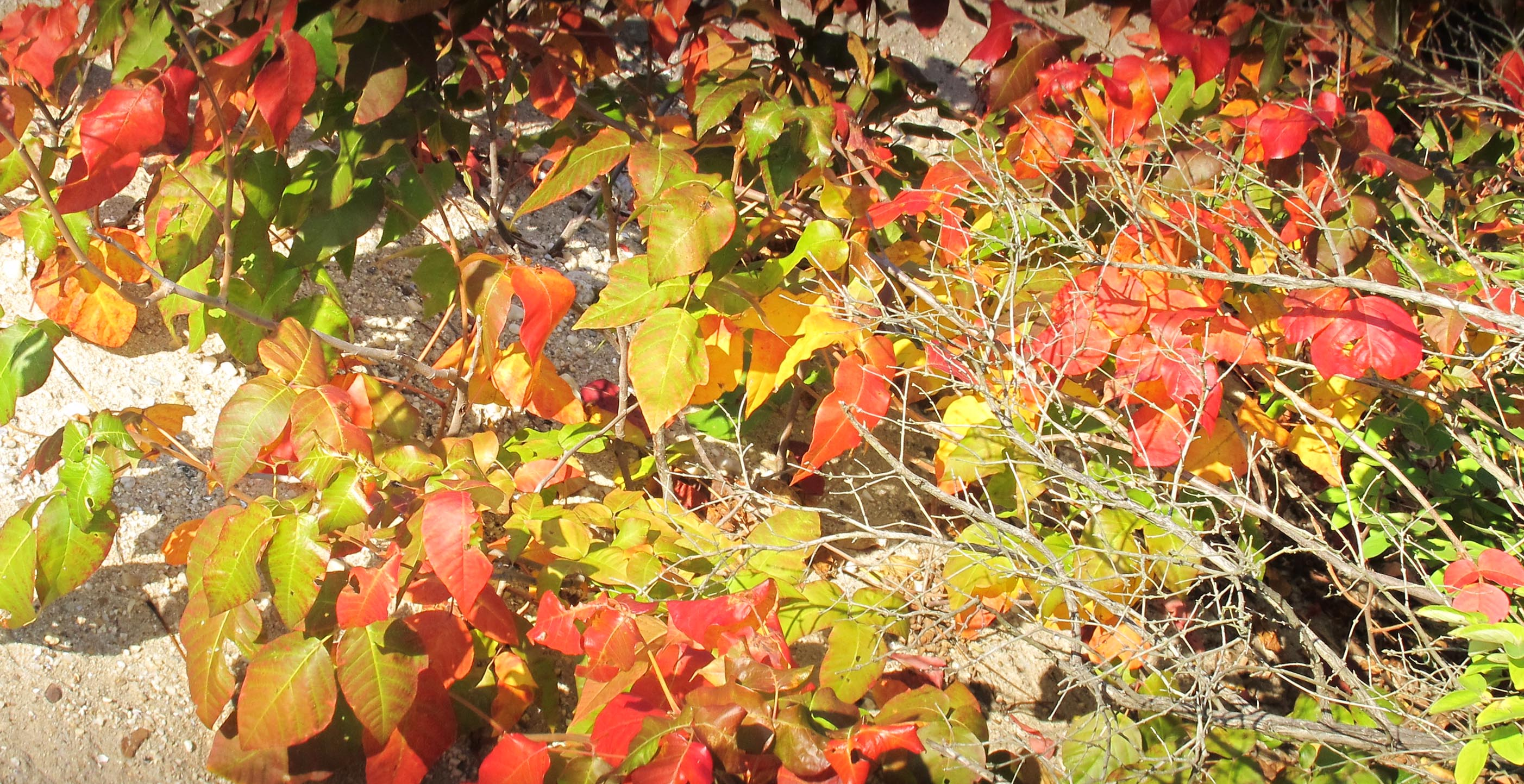
Jedovatec kořenující
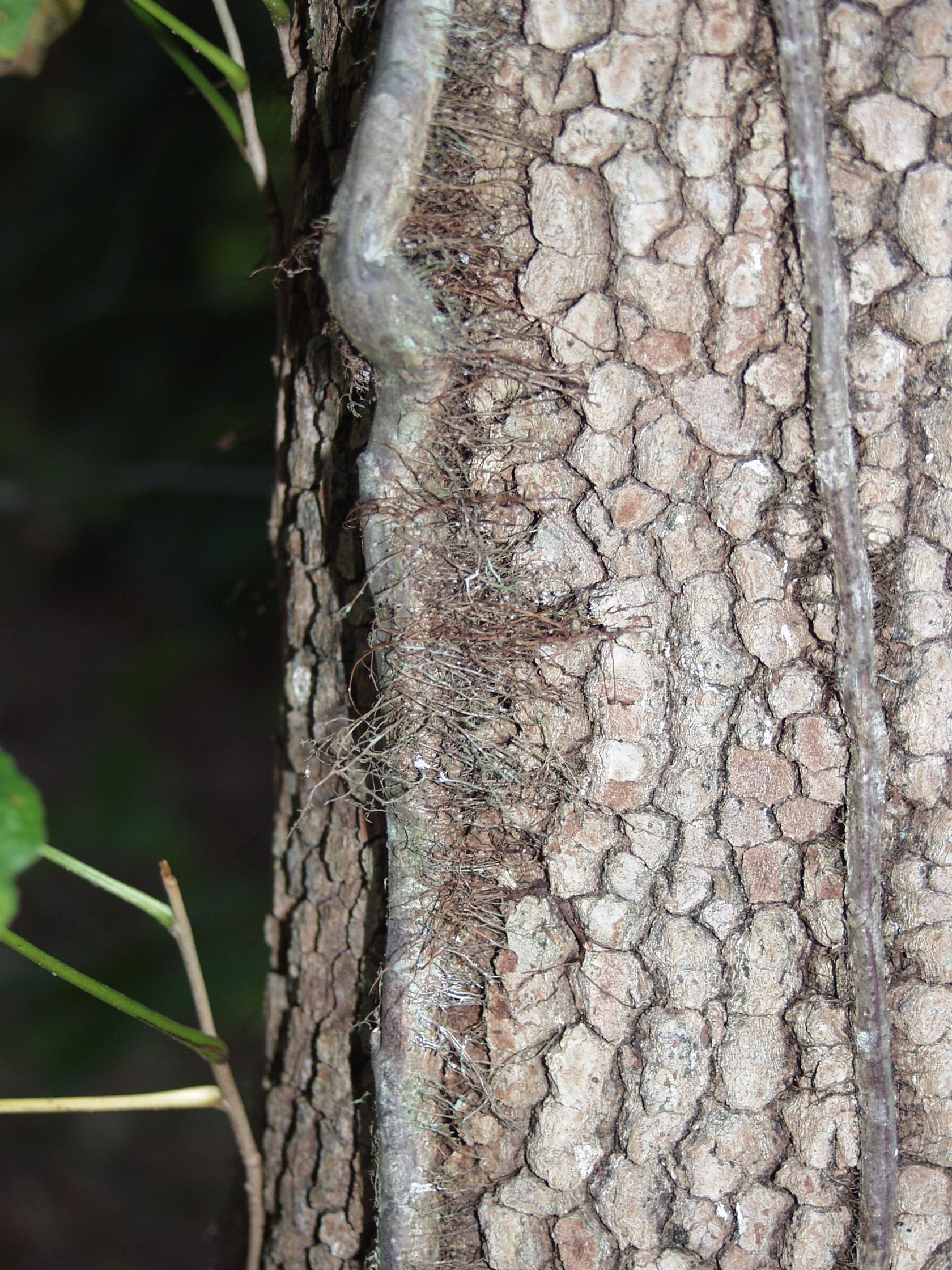
Jedovatec kořenující je popínavá rostlina
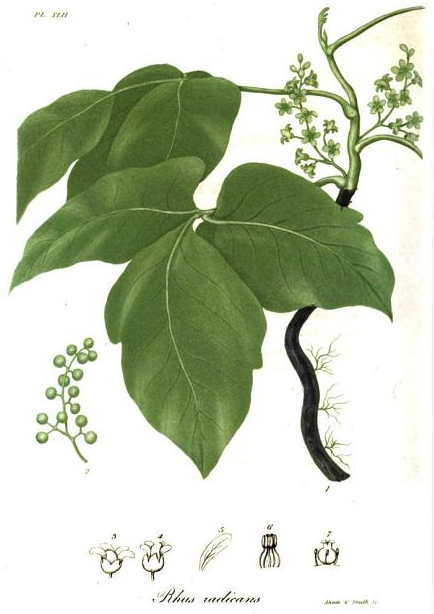
Jedovatec kořenující, ilustrace z roku 1820
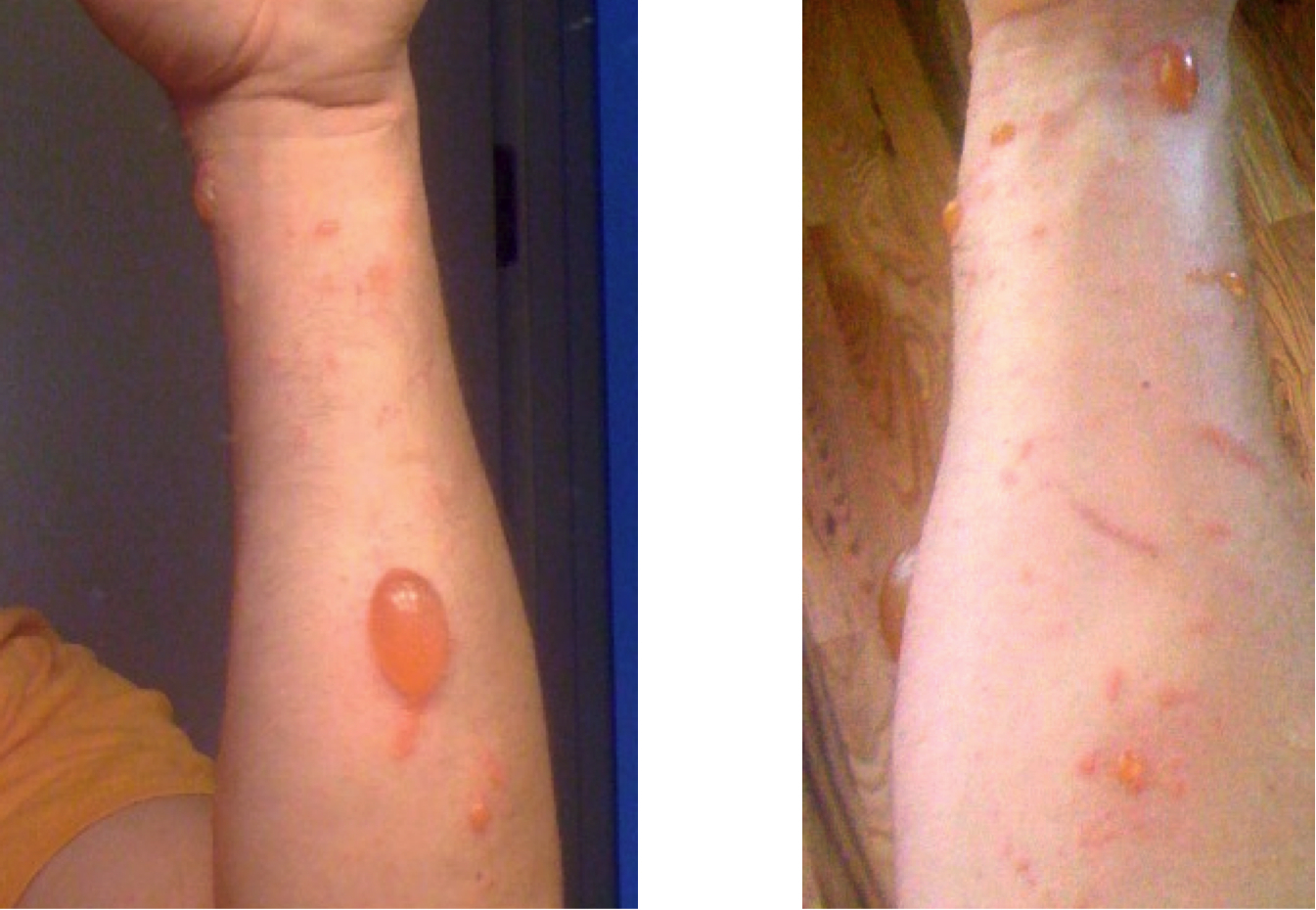
Popáleniny způsobené jedovatcem kořenujícím (urushiolem)
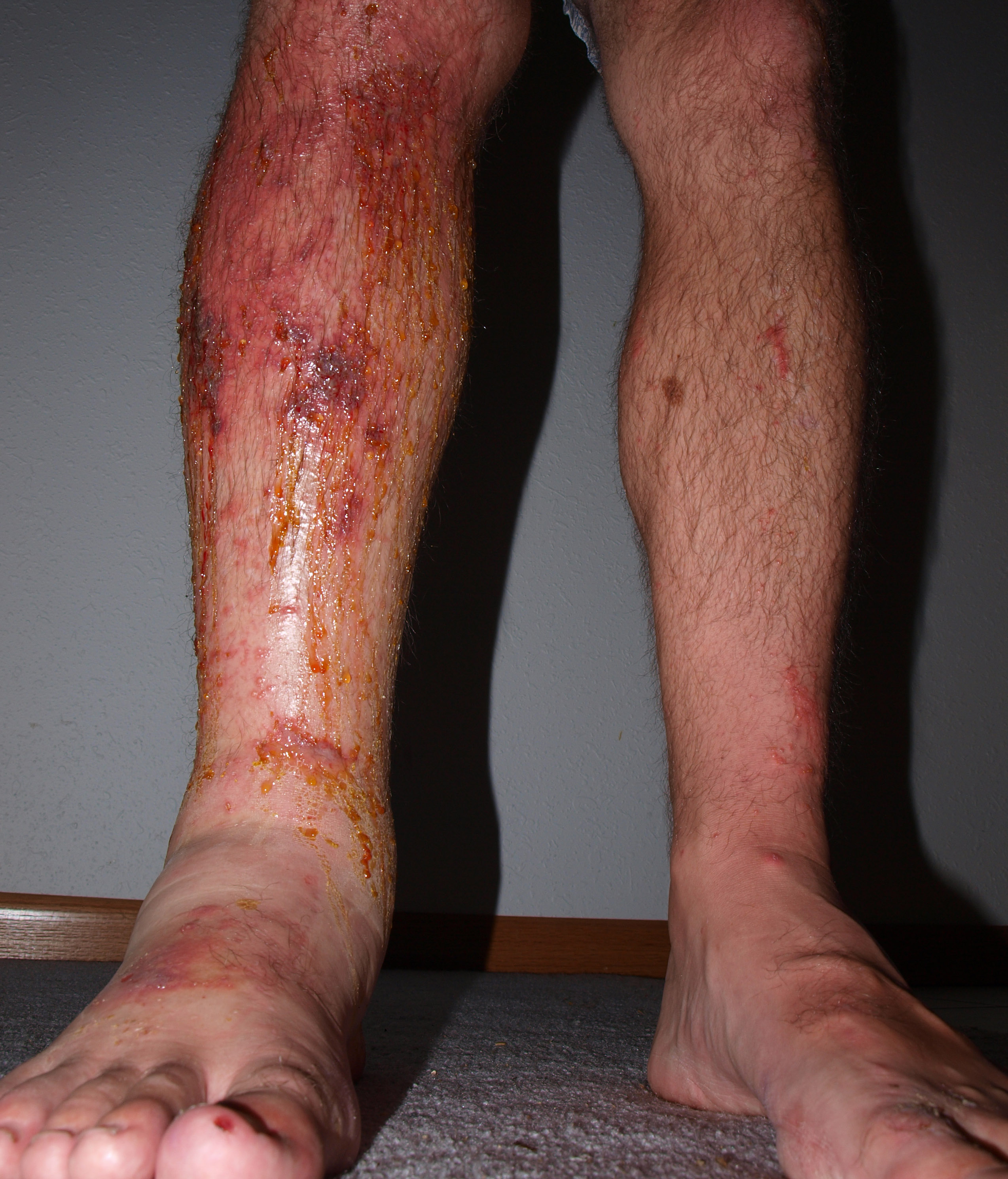
Popáleniny a otok způsobené jedovatcem kořenujícím (urushiolem)
Urushiol rostlina nepoužívá k obraně, ale k zadržování vody